# Stephanuskirche (Mockau)

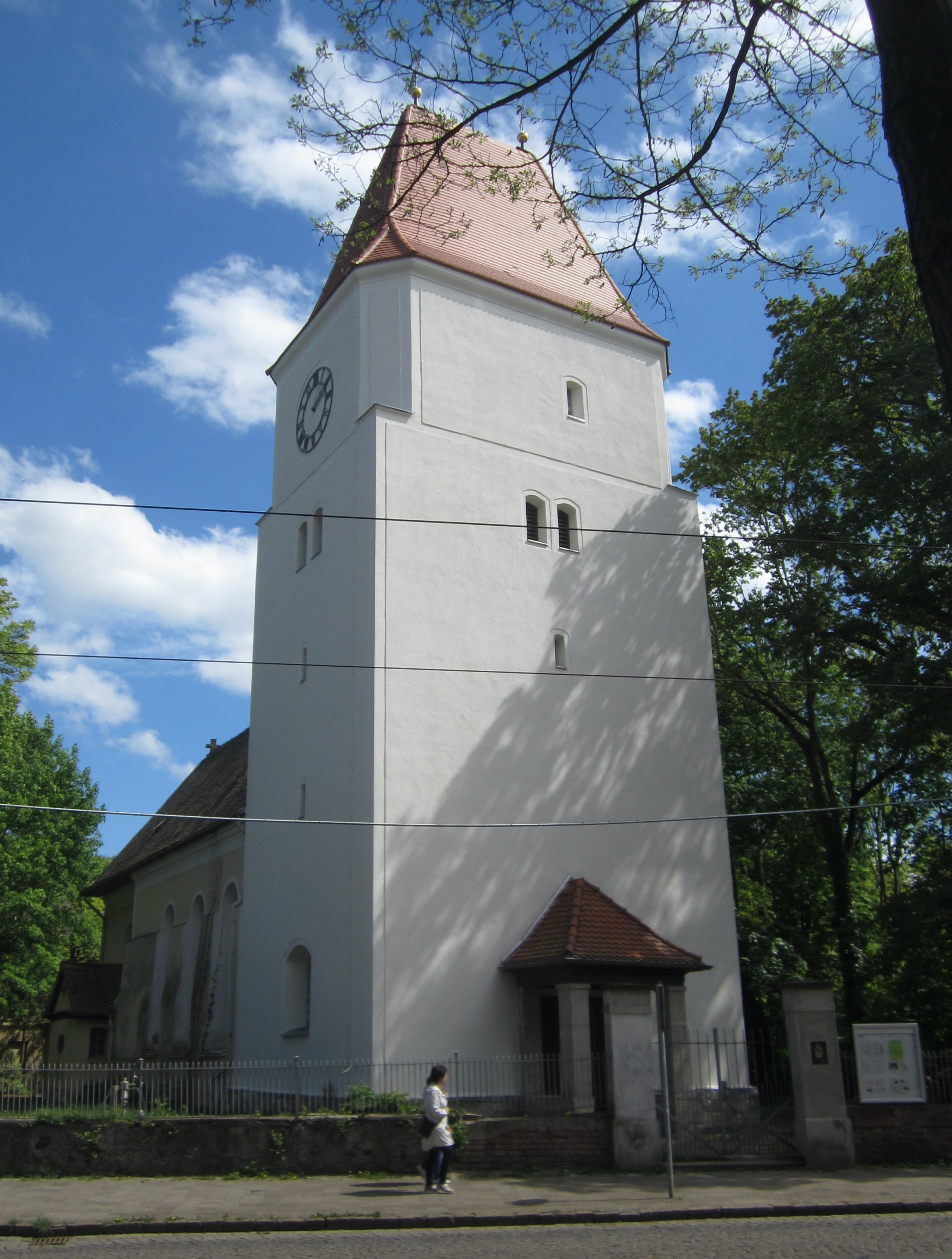
Stephanuskirche Mockau (2018)

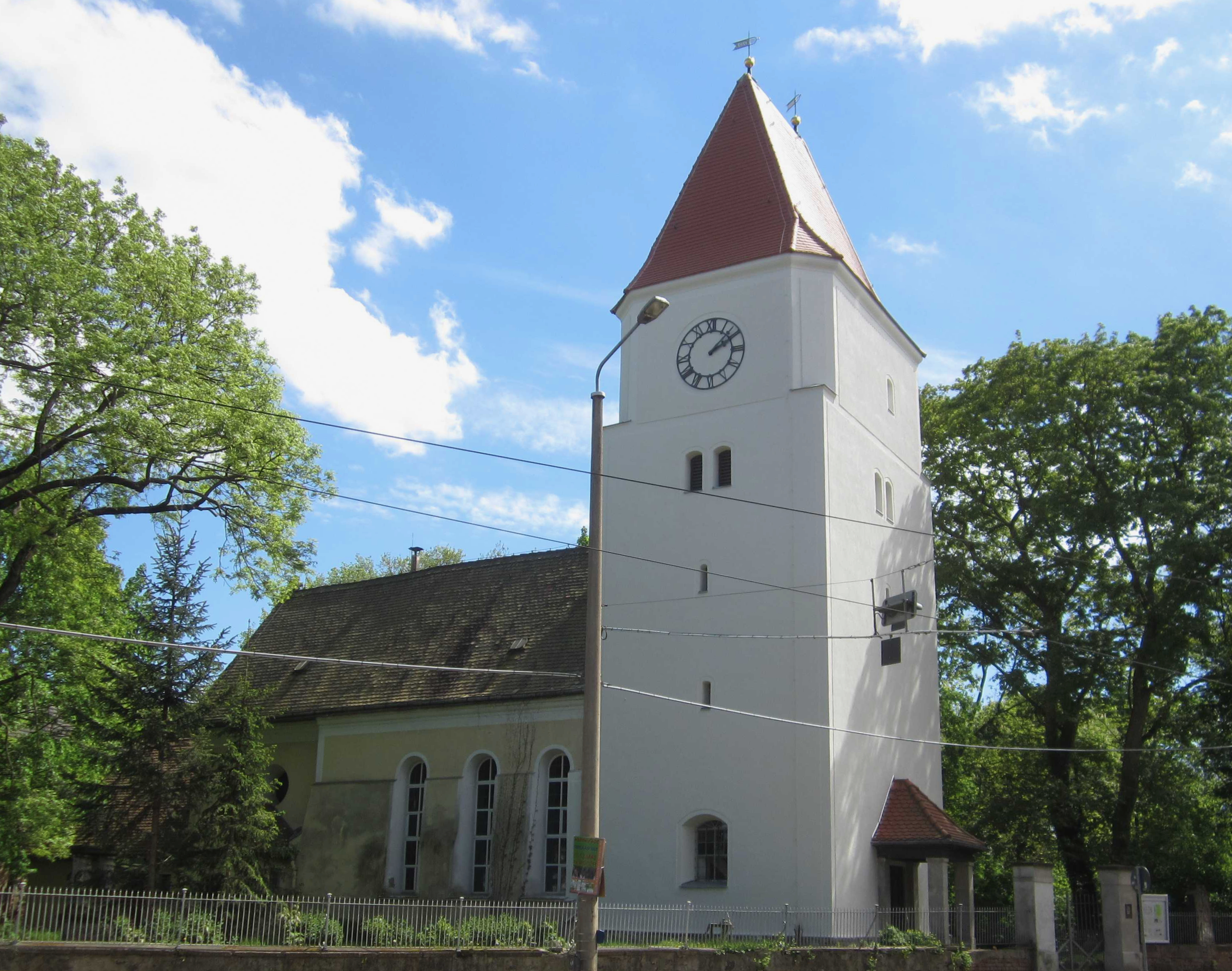
Seitenansicht

Die Stephanuskirche Mockau ist der evangelisch-lutherische Sakralbau in Leipzigs Ortsteil Mockau. Die Kirche ist das älteste Gebäude des Ortes, sie heißt seit 1926 Stephanuskirche zu Ehren des Märtyrers Stephanus.

## Allgemeines
Lange Zeit gehörten das Dorf und die Kirche Mockau zum Kirchspiel Hohen Thekla. Nachdem der Ort stark gewachsen war, bekam Mockau 1901 eine eigene Pfarrstelle mit Pfarr- und Gemeindehaus. Pläne aus der ersten Hälfte des 20. Jahrhunderts für einen Kirchen-Neubau an der Post blieben unverwirklicht. So blieb das Kirchlein am Ortsrand, wo früher die Dorfmitte gewesen war.
1989 musste die Sakristei wegen Baufälligkeit abgerissen werden. Es entstand bis 1993 ein großer Anbau, der vielfältig genutzt wird. Das Außengelände wurde zum Kirchgarten für Veranstaltungen und Gemeindefeste gestaltet.

## Geschichte und Architektur

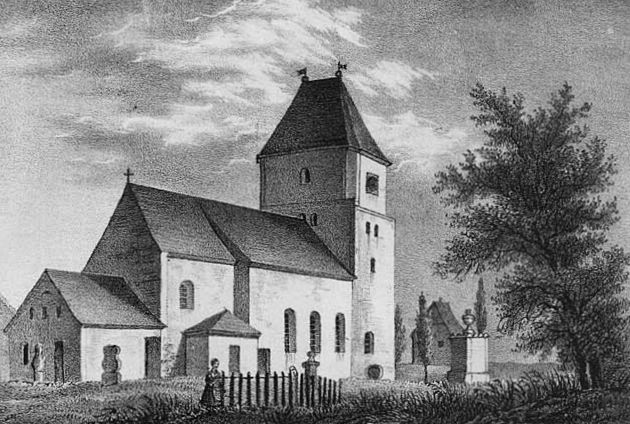
Dorfkirche Mockau (um 1850)

Die einstige Dorfkirche von Mockau entstand im 12. Jahrhundert, um ihre Entstehung rankt sich die Sage der Angelika von Mockau. Anfangs war dort wohl eine Kapelle an einer Furt über die Parthe an der Straße zur Handelsstadt Taucha. Mockau war damals zu klein für eine eigene Kirche, und als Wehrkirche war die Kirche Hohen Thekla auf dem einen Kilometer entfernt liegenden Berg besser geeignet.
Das hochgezogene, starke Findlingsmauerwerk an der Chorseite deutet auf ihre Entstehung als Chorturmkirche hin. Der massive, querrechteckige Westturm ist vermutlich romanischen Ursprungs.
1787 und 1841 wurden Schiff und Chor grundlegend umgestaltet, und es entstanden die Anbauten für Sakristei und Herrschaftslogen. Die Kanzel im Stil des Leipziger Frühklassizismus wurde im Chor über dem Altar angebracht.
Ende 1541 wurde der erste evangelische Gottesdienst gefeiert. Beim Umbau 1787 entstanden Sakristei und Herrschaftslogen. Nach einigen baulichen Veränderungen wurde die Kirche am 15. August 1841 nach einer Renovierung wieder eingeweiht, die Kosten betrugen 1000 Taler. Der Eingang, zuvor an der Nordwand, war nunmehr an der Turmseite.
1897 gab es die von Architekt Julius Zeißig geplante Umgestaltung: Die heutigen Rundbogenfenster wurden geschaffen, die bisherigen Rundbogenfenster im Chorraum vermauert. In die Altarwand wurde eine Apsis eingebaut, diese mit den Bildnissen der vier Evangelisten ausgemalt. Die Chorraumdecke erhielt ein Gemälde des Auferstandenen. Der Altar erhielt einen Aufsatz und die Empore Klappsitze. Auch wurde eine neue Orgel eingebaut.
1919 wurden Renovierungsarbeiten infolge des Ersten Weltkriegs beendet, und es gab eine Schwammsanierung. In der Apsis überstrich man die Malerei blau und verzierte sie mit goldenen Stuck-Sternchen. 1926 wurde der Außenputz erneuert.
1948/1949 wurde der Sternenhimmel in der Apsis übermalt, Chorraum und Kirchenschiff-Decke wurden rosa gestrichen, die anderen Wände elfenbeinfarben.
Ab 1965 gab es eine Gasheizung, ab 1966 die elektrische Läuteanlage. 1969 begann der Kampf gegen Holzschwamm und Holzwurm in Bänken, Trennwänden und Altartisch. 1970 wurden Kirchenschiff- und Kirchturm-Dach neu gedeckt.
Die drei Innenerneuerungen zwischen 1897 und 1949 hatten die Gestaltung des Chores sowie die Ausmalung der Kirche verändert. Mit der Restaurierung 1971 kehrte der klassizistische Charakter des Gotteshauses zurück. Am 19. September 1971 wurde ein neuer Altartisch geweiht.
Seit 1994 gibt es eine elektrische Bankheizung. Ende der 1990er-Jahre wurde die Turmbekrönung – zwei Kugeln mit je einer Wetterfahne – erneuert.

## Orgel
Die ursprüngliche Orgel stammt mit großer Wahrscheinlichkeit von Gottlob Göttlich; sie wurde um 1787 von Orgelbauer Christian Friedrich Göthel von ihrem bisherigen Standort in diese Kirche versetzt.
1897 schuf Gottfried Hildebrand aus Leipzig eine Orgel mit zwei Manualen, Pedal und 13 Registern. Diese wurde 1952 von Jehmlich gereinigt und 1955 von H. Lahmann umdisponiert. 1993 nahm Gerd-Christian Bochmann eine Generalüberholung vor.
Nachdem bereits im Jahr 2023 etwa 27 Orgelpfeifen gestohlen wurden, verwüsteten Unbekannte Ende Mai 2024 die Hildebrand-Orgel und raubten alle größeren Metallpfeifen. Seither ist die Orgel unspielbar.
Die Disposition lautet wie folgt:
| I Manual C– |               |       |
| 1.          | Prinzipal     | 8′    |
| 2.          | Rohrflöte     | 8′    |
| 3.          | Oktave        | 4′    |
| 4.          | Nasat         | 3′    |
| 5.          | Blockflöte    | 2′    |
| 6.          | Mixtur II–III | 1 ⁄3′ |

| II Manual C– |           |       |
| 7.           | Gedackt   | 8′    |
| 8.           | Nachthorn | 4′    |
| 9.           | Prinzipal | 2′    |
| 10.          | Larigot   | 1 ⁄3′ |

| Pedal C– |            |     |            |
| 11.      | Subbass    | 16′ |            |
| 12.      | Pommer     | 8′  |            |
| 13.      | Choralbass | 4′  | [ Anm. 1 ] |

- Koppeln: II/I, I/P
- Nebenregister: Kalkant

Anmerkungen
1. ↑  auf pneumatischer Zusatzlade

## Geläut
Das Glockengeläut besteht aus drei Bronze-Kirchenglocken mit den Tönen a′ -4 (von 1578), d″ -2 (von 1576, beide wohl gegossen von Wolfgang Hilliger) sowie e″ +3 (um 1450, Gießer unbekannt).
Damit gehört die Kirche mit diesem kunsthistorisch bedeutenden Geläut, das sowohl den Ersten als auch den Zweiten Weltkrieg im Originalzustand überstanden hat und von den staatlich verordneten Metallspenden für Rüstungszwecken verschont blieb, zu den landesweit seltenen Ausnahmen.

## Kirchgemeinde
Die Stephanuskirche Mockau gehört gemeinsam mit der Kirche Schönefeld und der Kirche Hohen Thekla zur Matthäusgemeinde Leipzig Nordost im Kirchenbezirk Leipzig der Evangelisch-Lutherischen Landeskirche Sachsens.

## Pfarrer
Das Verzeichnis pfarrerbuch.de listet für diese Kirche zwei Stellen auf: 1. Stelle (Pfarrer) und 2. Stelle (Diakon, bis 1911 Hilfsgeistlicher).
Pfarrer (1. Stelle)
- 1900: Martin Julius Redlich Emil Ludwig Lehmann
- 1901: Max Richard Sykora
- 1924: Paul Horst Fichtner
- 1927: *Reinhard Friedrich Reinecker
- 1934: Emil Simon *Christian Klee
- 1950: Walter Suckert
- 1965: Friedbert Stöcker
- 1976: Siegfried Lange
- 1982: Ulrike Birkner
- 1986: Ulrich Seidel